# شهرستان وارد (تگزاس)
شهرستان وارد، تگزاس (به انگلیسی: Ward County, Texas) یک سکونتگاه مسکونی در ایالات متحده آمریکا است که در تگزاس واقع شده‌است.

## خصوصیات
شهرستان وارد ۲٬۱۶۵٫۲۴ کیلومترمربع مساحت دارد.